# Кабінети Іто Хіробумі

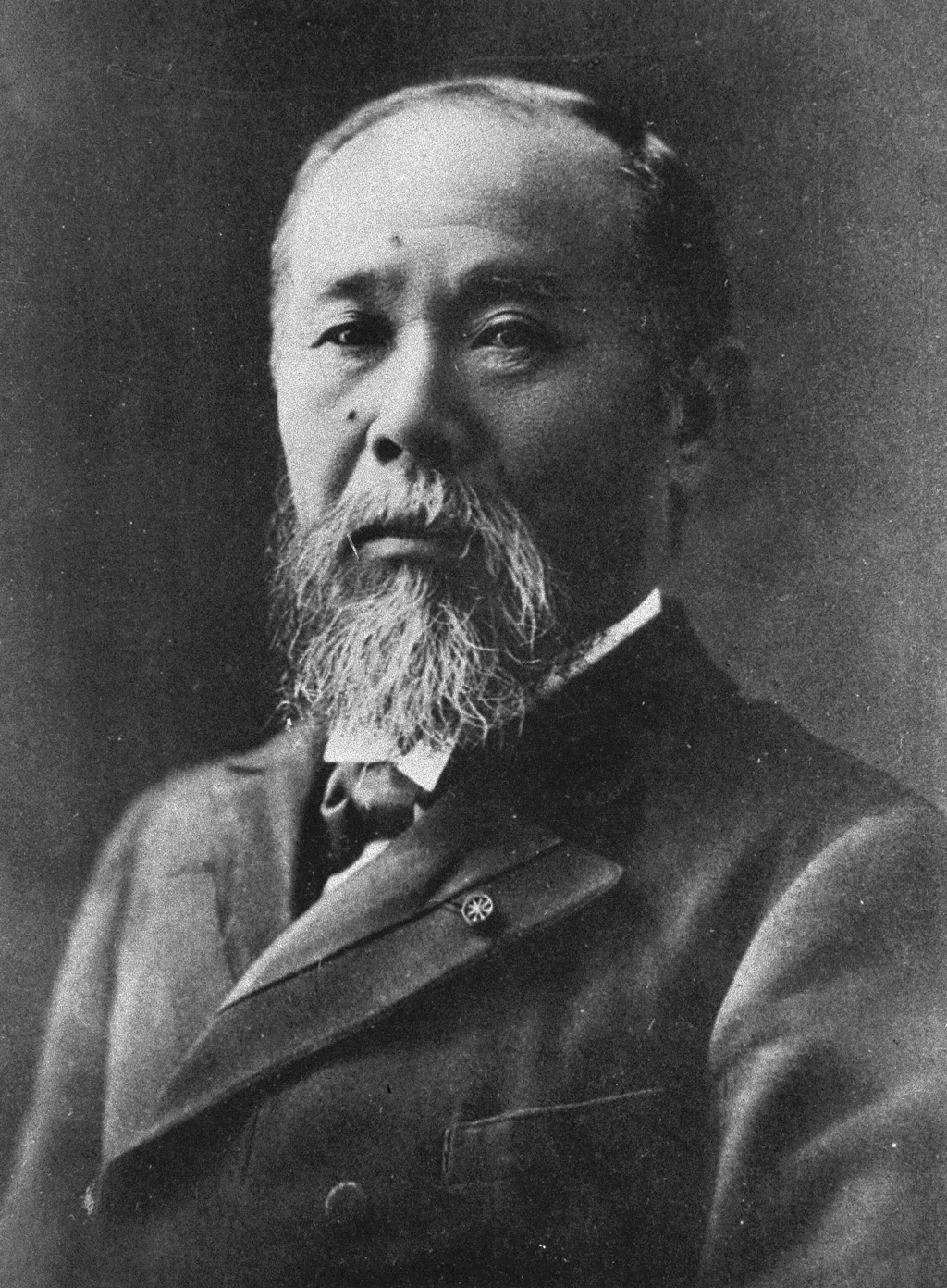
Іто Хіробумі.

Кабінети Іто Хіробумі — чотири Кабінети Міністрів Японії періоду Мейдзі, які очолював прем'єр-міністр Іто Хіробумі.

## Перший
Перший кабінет Іто Хіробумі було сформовано 22 грудня 1885 року, після ліквідації Великої державної ради. Це був перший кабінет міністрів в історії Японії. Його основу становили представники двох найбільших ханських фракцій: чотири міністри, включно з прем'єром, представляли західнояпонський Тьосю-хан, а інші чотири, очолювані міністром фінансів Мацукатою Масайосі, представляли південнояпонський Сацума-хан. Портфель міністра сільського господарства і торгівлі отримав Тані Татекі, представник Тоса-хану, а портфель міністра зв'язку — Еномото Такеакі, ексчиновник сьоґунату Токуґава.
В лютому 1886 року перший кабінет Іто Хіробумі законодавчо закріпив правила роботи кабінету, визначив його організаційну структуру та здійснив розподіл повноважень між міністрами. Наступного року, під керівництвом міністра культури Морі Арінорі, він встановив нову чотириступеневу систему шкіл, яка була основою довоєнної системи освіти Японії. Кабінет також провів реформування японської армії за німецьким зразком та флоту за британським.
1887 року в кабінеті розпочалися дебати про доцільність заходів Іноуе Каору, міністра закордонних справ, щодо перегляду нерівноправних договорів з іноземними державами. Методи Іноуе викликали критику всередині кабінету як такі, що становлять загрозу національним інтересам. 26 липня 1887 року на знак протесту проти політики міністра закордонних справ зі складу уряду вийшов Тані Татекі. Ця подія викликала ланцюгову реакцію громадських протестів представників колишнього руху за волю і народні права. Іноуе повідомив іноземні представництва, що переговори щодо перегляду договорів триватимуть надалі, і 17 вересня 1887 року, під тиском кабінету і громадськості, був змушений покинути пост міністра.
Незважаючи на відставку міністрів, невдоволення кабінетом росло. Ряд громадських організацій заснували антиурядовий Петеційний рух, який вимагав встановлення свободи слова та зменшення податків. У відповідь кабінет Іто Хіробумі прийняв в грудні постанову про забезпечення громадської безпеки, заборонив публічні демонстрації і виступи, і спромігся придушити цей рух.
30 квітня 1888 року, у зв'язку з переведенням Іто Хіробумі на посаду голови Таємної ради Японії, створеної для вироблення нової японської Конституції, його кабінет розпустили. Загалом він пропрацював 861 день.

### Склад
| Посада                                     | Ім'я               | Вступ на посаду       | Приналежність          |
| ------------------------------------------ | ------------------ | --------------------- | ---------------------- |
| Прем'єр-міністр                            | Іто Хіробумі       | 22 грудня 1885        | Фракція Тьсою          |
| Міністр закордонних справ                  | Іноуе Каору        | 22 грудня 1885        | Фракція Тьсою          |
| Міністр закордонних справ                  | Іто Хіробумі       | 17 вересня 1887, в.о. | Фракція Тьсою          |
| Міністр закордонних справ                  | Окума Сіґенобу     | 1 лютого 1888         | Фракція Саґи           |
| Міністр внутрішніх справ                   | Ямаґата Арітомо    | 22 грудня 1885        | Фракція Тьсою          |
| Міністр фінансів                           | Мацуката Масайосі  | 22 грудня 1885        | Фракція Сацуми         |
| Міністр армії                              | Ояма Івао          | 22 грудня 1885        | Фракція Сацуми         |
| Міністр флоту                              | Сайґо Цуґуміті     | 22 грудня 1885        | Фракція Сацуми         |
| Міністр юстиції                            | Ямада Акійосі      | 22 грудня 1885        | Фракція Тьсою          |
| Міністр культури                           | Морі Арінорі       | 22 грудня 1885        | Фракція Сацума         |
| Міністр сільського господарства і торгівлі | Тані Татекі        | 22 грудня 1885        | Фракція Тоси           |
| Міністр сільського господарства і торгівлі | Хідзіката Хісамото | 26 липня 1887         | Фракція Тоси           |
| Міністр сільського господарства і торгівлі | Курода Кійотака    | 17 вересня 1888       | Фракція Сацуми         |
| Міністр зв'язку                            | Еномото Такеакі    | 22 грудня 1885        | екс-чиновник сьоґунату |
| Секретар кабінету міністрів                | Танака Міцуакі     | 22 грудня 1885        | Фракція Тоси           |
| Голова законодавчого відділу               | Ямао Йодзо         | 23 грудня 1885        | Фракція Тьосю          |
| Голова законодавчого відділу               | Іноуе Ковасі       | 7 лютого 1888         | Фракція Саґа           |

## Другий
Вдруге кабінет Іто Хіробумі було сформовано 8 серпня 1892 року. Це вже п'ятий кабінет міністрів Японії.